# Bisdom Cheyenne
Het bisdom Cheyenne (Latijn: Dioecesis Cheyennensis) is een rooms-katholiek bisdom met als zetel Cheyenne, hoofdstad van de Amerikaanse staat Wyoming. Het bisdom is suffragaan aan het aartsbisdom Denver. 

## Geschiedenis
Het bisdom werd opgericht op 2 augustus 1887, uit delen van het bisdom Omaha, en was suffragaan aan het aartsbisdom Dubuque. Op 15 november 1941 veranderde het van kerkprovincie en werd suffragaan aan het nieuw verheven aartsbisdom Denver.

## Parochies
Het bisdom had in 2021 een oppervlakte van 262.333 km2 en telde 578.759 inwoners waarvan 8,6% rooms-katholiek was.

## Bisschoppen
- Maurice Francis Burke (9 augustus 1887 - 19 juni 1893)
- Thomas Mathias Lenihan (18 december 1896 - 15 december 1901)
- James John Keane (4 augustus 1902 - 11 augustus 1911)
- Patrick Aloysius Alphonsus McGovern (19 januari 1912 - 8 november 1951)
- Hubert Michael Newell (8 november 1951 - 3 januari 1978; coadjutor sinds 2 augustus 1947)
- Joseph Hubert Hart (25 april 1978 - 26 september 2001; hulpbisschop sinds 1 juli 1976)
- David Laurin Ricken (26 september 2001 - 9 juli 2008; coadjutor sinds 14 december 1999)
- Paul Dennis Etienne (19 oktober 2009 - 4 oktober 2016)
- Steven Robert Biegler (16 maart 2017 - heden)

## Galerij van afbeeldingen

Wapen van het bisdom
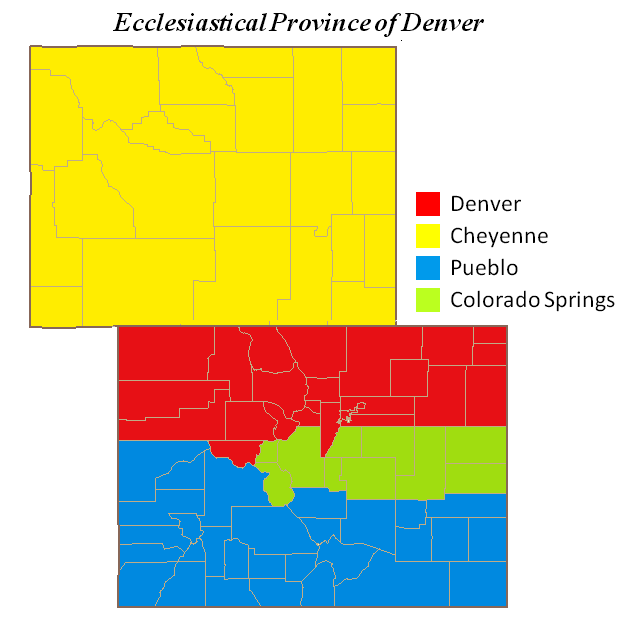
Kerkprovincie met aartsbisdom en suffragane bisdommen
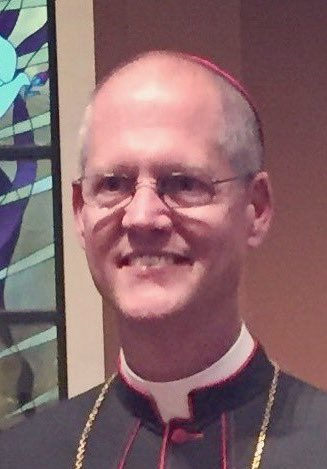
Bisschop Paul Dennis Etienne (2009-2016)

Denver (aartsbisdom) · Cheyenne · Colorado Springs · Pueblo